# Hilton (Durham)
Hilton – wieś w Anglii, w hrabstwie Durham. Leży 24 km na południowy zachód od miasta Durham i 359 km na północ od Londynu.